# Tubes
A Tubes (vagy Nagy-Tubes) a Mecsek második, a Nyugat-Mecsek legmagasabb csúcsa. A 611 méter magas csúcsot délkeleti irányban gerinc köti össze az 577 méter magas Kis-Tubes csúccsal, majd a gerinc tovább halad az 535 méter magas Misina csúcsig. E hegyek a Mecsek hegység növénytársulásokban egyik leggazdagabb területét alkotják, melyek Pécs városhoz való közelségük és a kilátópontok miatt a városlakók kedvelt kirándulóövezetének számítanak.

## Geológiája
Alapkőzete a triász kori szürkés anisusi mészkő, amely sziklapadok formájában, illetve a gerinc közelében és a völgyekben gyakran felszínre bukkan. Déli lejtői meredekek, rajtuk kevés talajt hagy az erózió.

## Élővilága

### Rovarok
A Tubes–Misina–Tettye térsége több, hazai jogszabályok, illetve nemzetközi egyezmények által védett lepkefaj élőhelye. Közülük a kipusztulás közvetlen veszélye által fenyegetett az először 1860-ban Pécs környéki sziklagyepeken talált díszes csuklyásbagoly lepke (Cucullia formosa Rogenhofer), fokozottan védett a magyar téliaraszoló vagy Anker araszoló lepke (Erannis ankeraria). Pécs környéki élőhelyein kipusztulás veszélyezteti a magyar tavaszi-fésűsbagoly lepkét (Dioszeghyana schmidtii). Fokozottan védett státuszra jelölték a keleti mustárlepke (Leptidea morsei) magyarországi állományait – populációja a Tubes északi oldalán él – miután az elmúlt 20 évben az egyedszám 75 százalékkal csökkent.
A lepkéken kívül a Natura 2000 védettségi listáján szereplő, s itt előforduló rovarfaj még a fűrészlábú szöcske (Saga pedo) és a kétcsíkos hegyiszitakötő (Cordulegaster heros).

### Növényvilága
A Tubes-Misina gerinc növénytani szempontból a Mecsek egyik leggazdagabb területe, mészkedvelő tölgyesekkel, karsztbokorerdőkkel, sziklafüves lejtőkkel, sziklafelszíni pikkelypáfrány társulásokkal. Nagyon ritka növénytársulása a gyöngyvessző cserjés (a Misina alatti gerincen).

## Elnevezése
A Tubes név eredete nem tisztázott. Egy elmélet szerint a Tubica (galamb, vadgalamb) formából alakult ki, vagyis a "vadgalambos erdő" jelentése van a névnek. Más elmélet szerint a név Türbös formájú lehetett, amely a török "tür" (hajtogat) szót rejti, mely a hegy gerincének formájára utalhat. A II. katonai felmérés térképén (1819-1869) – a Pécs környéki térkép 1868 után készülhetett, ugyanis az 1868-ban épült Pécs-Barcs vasútvonal már szerepel rajta – Türbös hegy néven szerepel.

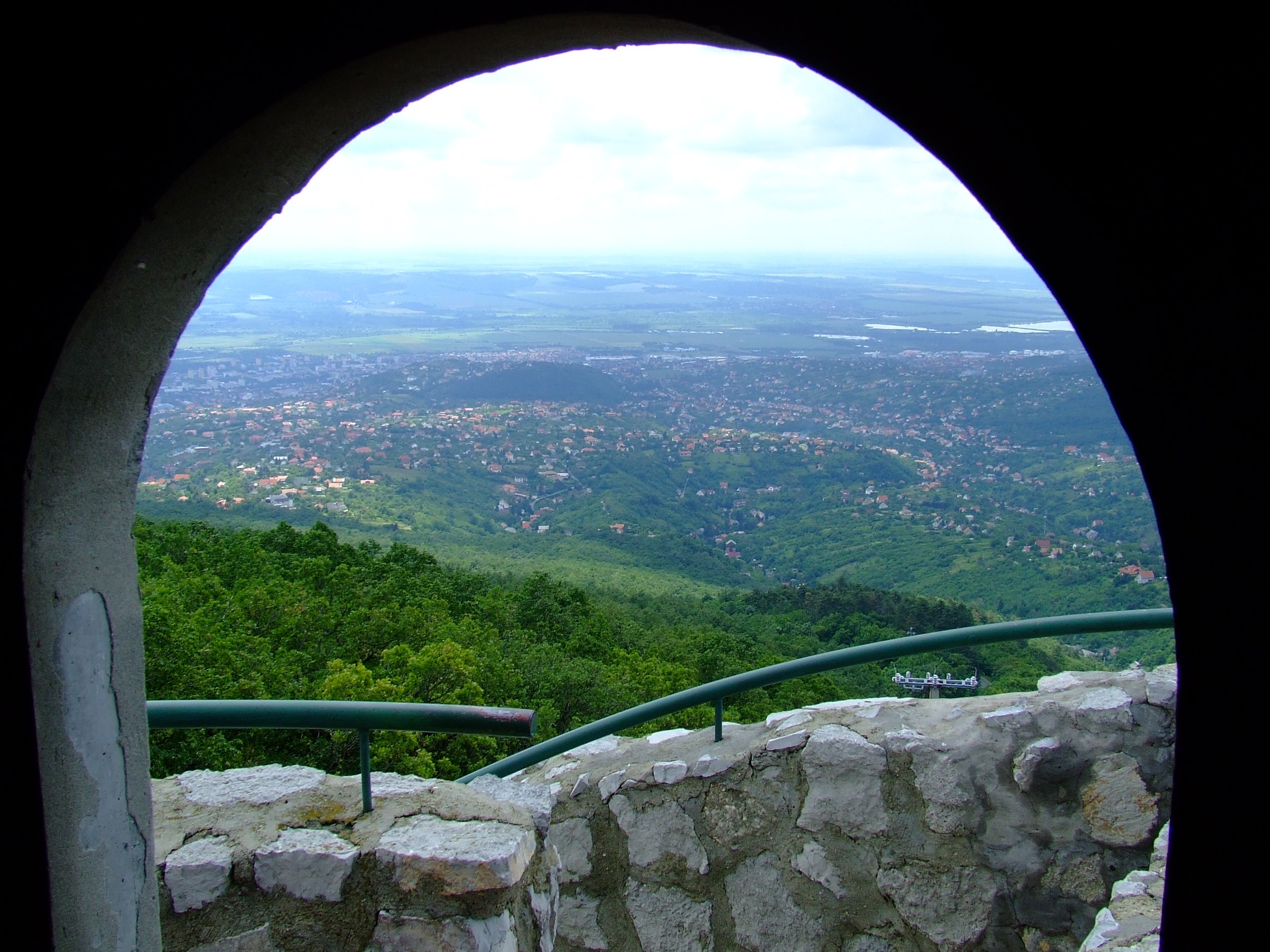
Kilátás a János-kilátóról

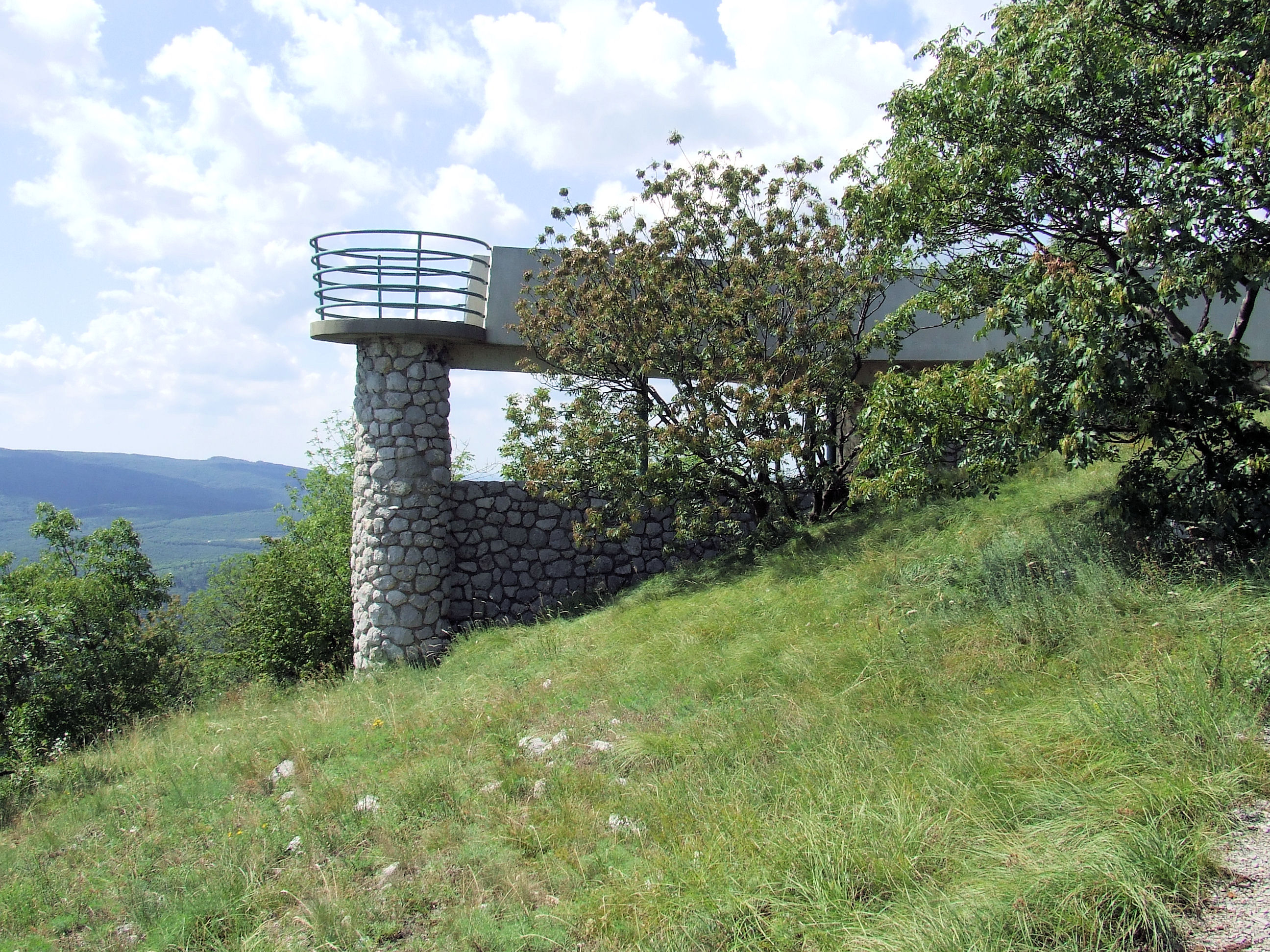
Kis-tubesi kilátó

## Nevezetességei
- János-kilátó: 22 méter magas körpanorámás kilátó, amelynek felső kilátószintje 16 méter magasan van. Közadakozásból, a Tubes Kilátó Alapítvány tevékenységének köszönhetően épült, 2001. szeptember 15-én adták át. Korábban már állt itt egy 1910-ben terméskövekből épült, 32 lépcsős kilátó, amely tervezőjéről, Rauch Jánosról kapta a nevét 1918-ban. 1981-ben, mikor a tubesi katonai torony épült, lerombolták.
- Kanta-vár: kedvelt pécsi kirándulóhely a Tubestől keletre és a Misinától északra, várrom, amelyhez népmondák kötődnek. Közelében van a Kantavári forrás és a kantavári barlang (ez ma már nem járható).
- Kis-tubesi kilátó: a Kis-Tubes csúcs nyugati oldalán álló, 1959-ben Kiss Tibor tervei alapján épült betonkilátó.
- Lapis: pihenőhely, turistautak találkozási pontja a Tubes északkeleti oldalán, 530 méter magasan. Itt található a millenniumi erdész emlékmű, a Csörgey Titusz-emlékkő és egy 1928-ban Raab Gyula által állított fakereszt. A lapisi vadászház 1956-ban megsemmisült, helyén az emlékmű áll. A Lapishoz felvezet a mecsek-háti műút is.
- Rotary-körsétány: az egyik legszebb Pécs-környéki tanösvény, mely az 1930-as éves elején Ereth Ede magánadományából épült meg. 4 km hosszú, megkerüli a Nagy-Tubes és a Kis-Tubes hegyeket. Jelenleg a tanösvény 24 állomásból áll, turistajele: sárga körösvény.

## A NATO-lokátor ügye
A Tubes 2005 novemberétől gyakran szerepelt a híradásokban, miután környezetvédők, helyi szervezetek és értelmiségi csoportok nyomására a kormány lemondott arról, hogy NATO radart építsen a közeli Zengő hegyre, és új helyszínül a Tubest jelölte meg. Pécsi környezetvédők és civil szervezetek erőteljesen tiltakoztak e helyszín ellen is, a Pécsett 2007 márciusában az ügyről rendezett helyi népszavazás azonban az alacsony részvétel miatt eredménytelen maradt. 2010. március 17-én végül érvénytelennek nyilvánította a Legfelsőbb Bíróság a NATO lokátor építési engedélyét. Sajtóközleményében a Honvédelmi Minisztérium meglepőnek tartotta a döntést.

## Külső hivatkozások
- Kilátóhelyek a Mecseken (GCTUBK) János-kilátó a Tubesen
- Civilek a Mecsekért Mozgalom
- A János-kilátó átadásának 5. éves évfordulója a Tubesen[halott link]
- A Pécs feletti Közép-Mecsek vonulat – Tubes-Misina-Tettye tömb természetvédelmi szempontból értékes lepkefajai és veszélyeztetettségük
- A bíróság leállította a tubesi építkezést
- II. katonai felmérés